# Анатоль Франс (станция метро, Париж)
Анатоль Франс (фр. Anatole France) — станция линии 3 Парижского метрополитена, расположенная в коммуне Леваллуа-Перре. Названа по одноимённой улице коммуны (фр. Rue Anatole France), расположенной к северо-западу от станции и названной в честь французского писателя и критика, лауреата Нобелевской премии по литературе 1921 года Анатоля Франса. Рядом со станцией располагается администрация коммуны Леваллуа-Перре. 

## История
- Станция открылась 24 сентября 1937 года в составе пускового участка Порт-де-Шанперре — Пон-де-Левалуа — Бекон.
- Пассажиропоток по станции по входу в 2011 году, по данным RATP, составил 3 702 732 человек[2]. В 2013 году этот показатель вырос до 3 866 326 пассажиров (132 место по уровню входного пассажиропотока в Парижском метро)[3].

## Конструкция
Хотя станция построена по типовому проекту, её боковые платформы расположены не точно друг напротив друга. В то же время, для строительства платформ не были построены два отдельных зала, несмотря на узость улицы, под которой располагается станция (по такому проекту строились станции Льеж и Коммерс в черте Парижа).

## Галерея
- Лестничный сход